# DBC1
DBC1‏ (BMP/retinoic acid inducible neural specific 1) هوَ بروتين يُشَفر بواسطة جين DBC1 في الإنسان.